# 库尔斯克会战

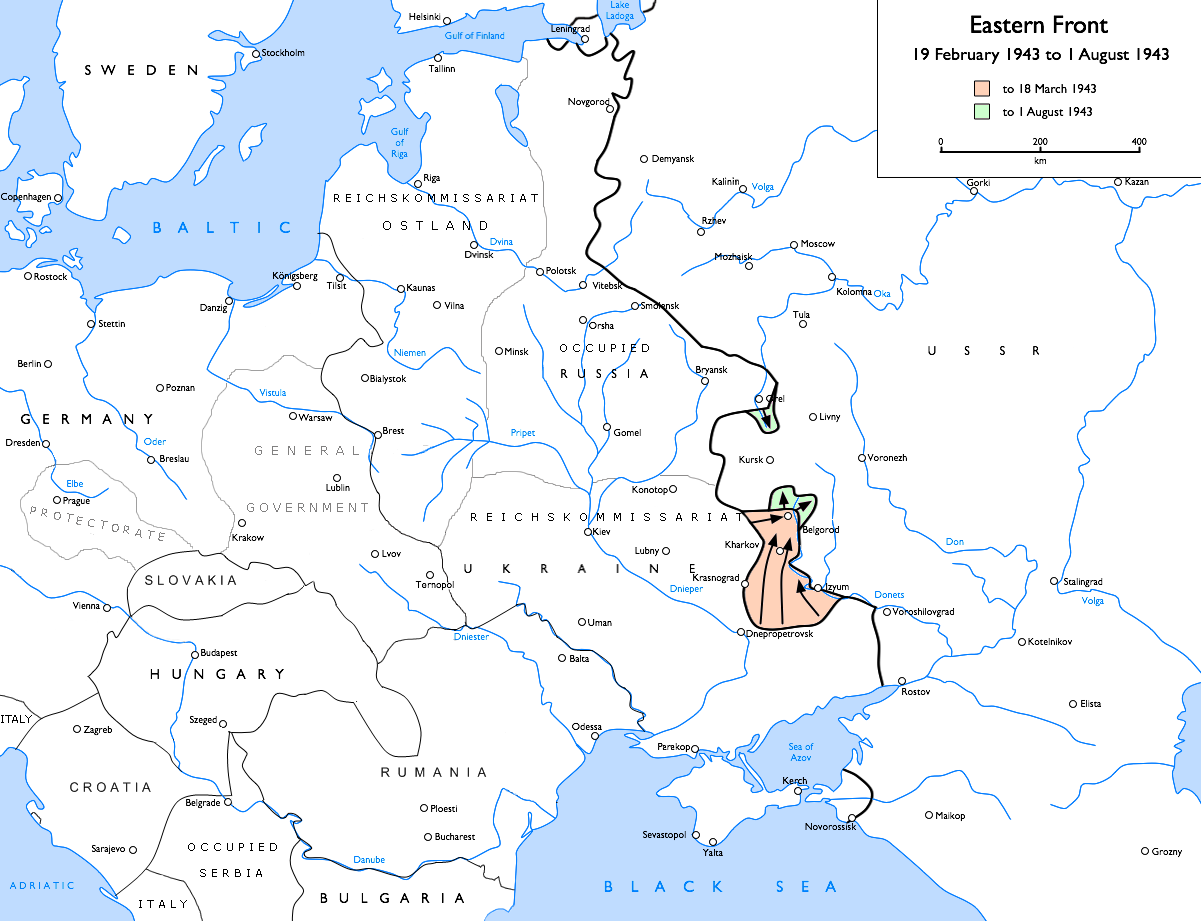
庫爾斯克會戰時蘇德戰爭形勢圖，橙色部分代表红军在哈尔科夫防御戰役中被德军收復的地區，綠色部分代表德軍向庫爾斯克進攻

库尔斯克会战（俄語：Битва под Курском），德國方面稱為堡垒行动（德語：Unternehmen Zitadelle），是第二次世界大戰德蘇战争中，德國與蘇聯於庫爾斯克爆發的一場大型会戰，雙方共投入了超過268萬名士兵和6,044輛戰車，會戰期間更發生了史上規模最大的戰車會戰，并有激烈的空战参与。庫尔斯克會戰是德軍最後一次對蘇聯發動的戰略性大规模進攻，德軍計劃使用4個軍團，欲從由南方的別爾哥羅德自南向北以及自北方的奥廖尔自北向南夾擊库尔斯克地區，企图合圍在库尔斯克以西的中央突出部的共有6个軍團的蘇軍，重奪戰略主動權，但由於蘇軍事先已得知德军要进攻的情報，遂已作好建立3道防線的嚴密縱深防禦，並駐守數量極為龐大的兵力，德軍進攻步調緩慢且伤亡慘重，最後因為在1943年7月12日德国的盟友義大利被盟軍登陸西西里島，不得不抽調兵力防衛義大利而被迫中止堡垒计划的进攻，導致此戰不了了之。此次戰役後期，蘇軍發動一連串大型进攻作戰：奥廖尔进攻战役（1943年7月12日－8月18日）、別爾哥羅德－哈尔科夫进攻战役（1943年8月3日－8月23日）相继收复了奥廖尔、別爾哥羅德和哈尔科夫，德军向第聂伯河方向全面败退。
库尔斯克战役是苏德战争的分水岭，战役之前德军还有一定程度上的战略主动权，能夠自主选择发动进攻战役和进攻方向；战役之后，德军完全丧失了战略主动权，苏联红军从这里开始了收復国土的大规模的全面进攻。库尔斯克会战同時也被視為歐洲東部戰線的又一个，也是最后一个關鍵转折点。

## 战前形势
1943年1月，苏军在斯大林格勒战役中取得了决定性胜利后，紅軍乘胜发动大规模的小土星行動的一连串的进攻战役：沃罗涅日—哈尔科夫进攻战役、北高加索进攻战役、克拉斯诺达尔进攻战役、大卢基进攻战役，收复大量领土，但德军在败退的同时，德国南方集团军群司令曼施坦因元帅也开始计划向红军反扑。他主动放弃了一些重要据点，诱使苏军深入，苏军在不断进攻中，由于连续进行了三个月的进攻战役导致进攻变缓，而德军却趁机完成了兵力的集结。2月19日，在得到了从法国抽调来的五个满编的装甲师的增援后，曼施坦因指挥新组建的南方集团军向顿涅茨河和第聂伯河之间的苏联西南方面军发起反击，至3月2日，西南方面军遭到了重创，其第5集团军遭到了毁灭，3月6日，德军开始向哈尔科夫进攻，3月14日，苏军被迫放弃在2月8日-2月16日收复的哈尔科夫，后撤至库尔斯克南面的奥博扬地区，为防止战线的彻底崩溃，苏最高统帅部把第1坦克集团军从列宁格勒南调到此地，此外第21和第64集团军也被从斯大林格勒调至这些方向，此后，战线趋于稳定。
曼施坦因的这次反击造成的一个后果就是以库尔斯克为中心的突出部的形成。在其北部，德国中央集团军群重新占据了奥廖尔一带。在其南面，曼施坦因的德国南方集团军群重新夺取了别尔哥罗德地区。在突出部内的是苏联中央方面军和沃罗涅日方面军。德苏双方在此形成对峙，一场规模宏大的战役即将展开。

## 战前准备

### 德国

#### 堡垒计划

德軍的计划

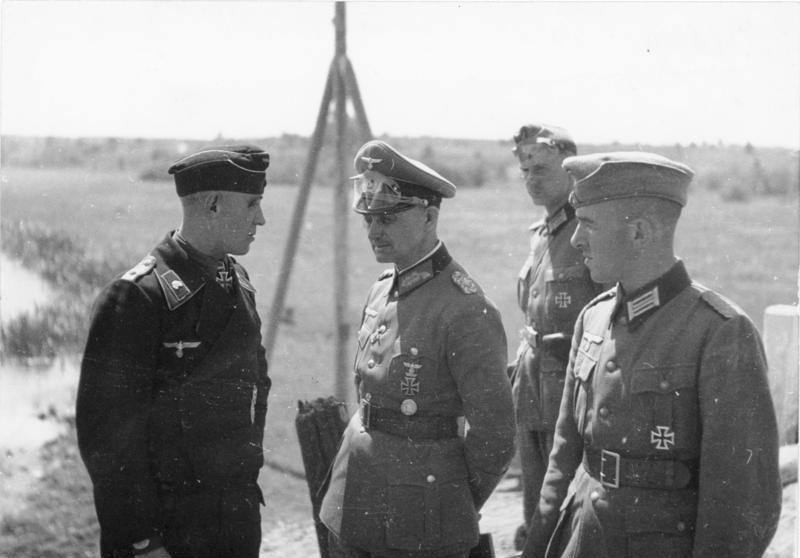
恩斯特·格奥尔格·布赫特基希中尉（左）与莫德尔上将交谈

德军在红军的哈尔科夫防御战役（1943年2月19日—3月15日）中的成功收复了哈尔科夫使得德军又充满了信心，埃里希·冯·曼施坦因希望通过一次主动进攻来歼灭苏军。库尔斯克突出部很自然的成为他的首选目标。因为这个突出部犹如一个拳头从苏军的战线中延伸出来，其正面长约250英里，而底部却不到70英里，曼斯坦因计划通过一次从别而哥罗德方向自南向北进攻库尔斯克和从奥廖尔方向自北向南进攻库尔斯克的钳形攻击，合围并歼灭整个库尔斯克以西的6个红军集团军。并且这次战役的成功将拉直并缩短德军的战线，使德军部队的机动性大大增加便于防御。
曼斯坦因的计划得到了德国中央集团军司令京特·馮·克鲁格元帅和陆军总部参谋长库尔特·蔡茨勒上将的支持。
同時也遭到第9集团军司令莫德尔上将和装甲兵总监古德里安上将的反对。
反对是有理由的，1943年春季，德国在东线坦克损毁巨大。而且作为主力的3号、4号坦克已被证明不是苏联T-34坦克的对手，而新一代5号豹式坦克和6号虎式坦克，月产量分别只有50辆和25辆，数量上与苏军相比明显处于劣势。古德里安认为对库尔斯克的进攻将使坦克遭受很大伤亡，他的改编装甲兵的计划也将破产。希特勒对此也犹豫不决，他曾对古德里安说“自从我开始考虑这次进攻，我一直心情不好”。但最终希特勒还是决定采纳曼斯坦因的计划，他于4月15日发布第6号作战命令，决定德军以中央集团军和南方集团军联合发动一个钳形攻势以摧毁在库尔斯克突出部的库尔斯克以西的6个红军集团军。作战代号为“堡垒”。
“堡垒”作战按计划应于5月4日发动，但由于这年雨季结束的较晚以及德军准备上的不足，作战计划不得不一再延期。在5月份的一次讨论“堡垒”计划的会议上，第9集团军司令莫德尔大将带来了一叠航空照片，这些照片显示了苏军在德军计划的进攻路线上，已经构筑了大量的三道坚固的防御线，莫德尔认为进攻的最佳时机已经失去了，苏军已经恢复了元气，“堡垒”计划应该放弃。希特勒再次显示出犹豫，但在克鲁格、蔡茨勒和曼斯坦因等的坚持下以及对于“闪电战”的自信，“堡垒”作战最终被确定在7月5日发动。

#### 兵力及部署

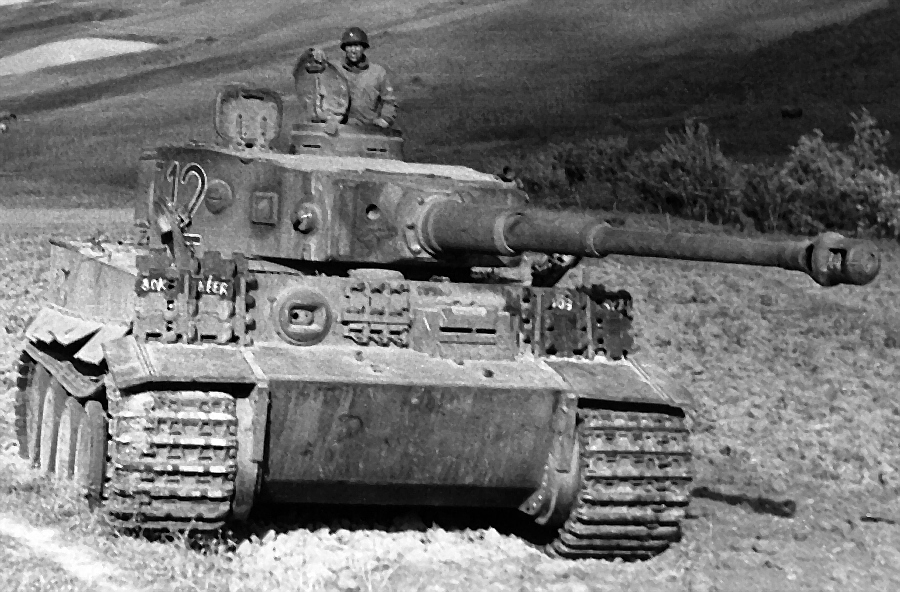
德国虎式坦克

德國中央集团军所属的莫德尔大将的第9集团军在库尔斯克突出部北部，该集团军共有21个德国师和3个匈牙利师，33.5万人，其中有6个装甲师，共有600辆坦克和424门火炮。
在突出部的中部是德國中央集團軍的第2集团军，9.6万人，他们在这个进攻中，将起辅助性的防御作用，主要任务是保持突出部南北的德军间的联系。
在突出部南部是曼斯坦因的德國南方集團軍，包括赫爾曼·霍特将军的第4装甲集群和肯普夫集群。第4装甲集群管辖第52步兵军、第48装甲军和第2党卫装甲军共22.4万人，1100辆坦克，704门火炮；右翼的肯普夫集群，拥有10个师，12.6万人，344辆坦克和25门火炮。
此外，还有约20个师部署在上述各突击集团军的翼侧作为起到防御预计不到的突发性情况的辅助防御任务。第4、第6航空队的航空兵负责支援陆军。这样德意志国防军的投入参与进攻战役的总兵力达到了自1942年以来的78万余人的最大规模，火炮和迫击炮约1万门，坦克和自行火炮2700辆，飞机2050架。德军为这次进攻还投入了大量新式兵器，包括近133辆虎-1式重型戰車、250辆豹式中型戰車和89辆斐迪南驅逐戰車，以及Fw 190A战斗机和Hs 129攻擊機。

### 苏联

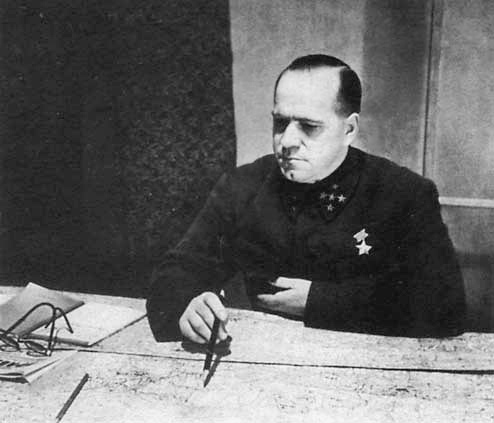
1941年，苏联元帅朱可夫

#### 计划
当希特勒和他的将军们为“堡垒”计划争吵不休的时候，苏军也在计划下一步的行动。沃罗涅日方面军司令瓦图京大将主张发动一场先发制人的进攻，以打乱德军的进攻准备并夺回在哈尔科夫防御战役（1943年2月19日—3月15日）中部分失去的战略主动权，史達林本人也倾向于这一方案，而朱可夫、华西列夫斯基等则认为苏军应先保持防御状态，以建立3道坚固的防御线而消耗掉德军进攻能量，摧毁其装甲兵力，然后再发动反攻。此时，根据前线的侦查和间谍情报都预示德军将对库尔斯克突出部的苏军展开大规模进攻，在4月12日的一次会议上，斯大林最终被说服，采纳了朱可夫的计划。于是苏军开始在库尔斯克转入了积极的防御准备并建立了3道坚固的防御线。
在前沿阵地，苏军精心地设计他们的防御，构筑了3道防御线，防御纵深超过100英里，整个防御体系由大量互相紧密配合的战壕、铁丝网、反坦克火力点和反坦克沟壕以及雷区组成，在德军最可能的进攻方向上，聚集了大量的兵力和火力。

#### 兵力及部署
在库尔斯克突出部北部的奥廖尔附近，正对着德國中央集團軍方向的是罗科索夫斯基的中央方面军，包括第70、第13、第48、第60、第65集团军以及第2坦克集团军，总兵力达71.1万人，1.1万门大炮和迫击炮，1,785辆坦克和自行火炮。由于苏军认为强大的德國中央集團軍会担当此次德军的主攻，苏军在这个方向的力量也是最强的，朱可夫元帅也亲自在此坐镇指挥。
在库尔斯克突出部南部的别而哥罗德一带，面对德國南方集團軍的是瓦图京的沃罗涅日方面军，下辖第6、第7近卫集团军、第40、第38、第69集团军、第1坦克集团军以及步兵第35军，总兵力62.5万人，8,718门大炮和迫击炮，1,704辆坦克和自行火炮。
在中央方面军和沃罗涅日方面军的侧翼正后方不远处的是科涅夫的草原方面军，它的任务是当前方两个方面军形势吃紧时，向它们迅速提供大量兵力增援，而一旦库尔斯克防线被德军突破，它将成为最后一道防线，而当苏军转入反攻时，它将提供大量新鲜的兵力。该方面军辖第4、第5近卫集团军、第27、第47、第53集团军、第5近卫坦克集团军、第3、第5、第7近卫骑兵军、第4近卫坦克军、第1、第3近卫机械化军。总兵力为57.3万人，8,510门大炮和迫击炮，1,639辆坦克和自行火炮。
这样苏方三个方面军一共190.9万兵力对德意志国防军第9集团军和第2集团军、第4装甲軍團和肯普夫派遣集团军在兵力上占2.4比1的优势，在坦克上占1.9比1的优势。此外，索科罗夫斯基的西方方面军、波波夫的布良斯克方面军以及西南方面军的第57集团军和第2坦克军也被部署到了库尔斯克地区，以应付随时可能出现的预计不到的复杂局面。
在军火工业方面，到了1943年春天，在1941年7月搬迁到乌拉尔工业区的苏联军火工业终于达到并超过1942年的水平，同时英美等西方的援助也大量抵达并产生效应。

## 战斗经过
一个个被认为德军可能发动进攻的日子都平安地渡过了，两个月来前线显得十分平静，时间到了7月4日夜，在突出部南部的苏近卫第6集团军捕获了德军第168步兵师的一个士兵，他泄露德军即将在第2天开始进攻，7月5日凌晨，在突出部北部的苏联第13集团军俘虏了一个德军第6步兵师的中士，他也泄漏德军将在几小时之后发动进攻。为了打乱德军进攻步骤，苏军沃罗涅日方面军于7月5日凌晨1点10分率先向德军阵地实施了炮击轰炸，苏军中央方面军则于7月5日凌晨2时20分展开炮火反准备。库尔斯克会战的序幕由此拉开。

### 德军的进攻

#### 南线

##### 7月5日
苏军的炮击轰炸完全出乎德军的意料，这次炮火反准备对于苏军已知的德军炮兵阵地造成了毁灭性打击，但未对德军坦克装备和人员造成大量伤亡。虽然比原计划推迟了3个小时，但德国南方集团军群的第4装甲集团军和肯普夫战役集群仍然按部就班地发起了进攻。他们（德军）进攻的主要目标是苏联近卫第6集团军的近卫步兵第22军和近卫步兵第23军。
在左翼，德军第48装甲军艰难克服苏军近卫步兵第23军的反坦克火力以及地雷区，德军第3装甲师在格尔佐夫卡对科罗维诺正面发起攻势，第394装甲掷弹兵团作为先头部队，这次打击重创了苏军近卫步兵第71师第210团，使得德军可以攻占科罗维诺，并向苏军的后方洪波奇诺克村发起进攻，突破迫使苏军近卫步兵第71师后撤并在后方整顿防线，以期阻挡德军进攻；而大德意志装甲掷弹兵师的燧发枪兵团和豹式坦克旅在布托沃-切尔卡斯科耶方向进展并不顺利，在损失36辆坦克后，掷弹兵与第11装甲师装甲团艰难的越过了苏军的反坦克雷区继续北上，猛攻苏联第67近卫步兵师的防线，面对德军3个师的进攻，苏军第67近卫步兵师难以抵挡被迫后退。瓦图京于是把方面军预备队（反坦克歼击炮兵第27旅）调了过来，以期能把德军挡在第2道防线外；
在右翼，德军党卫队第2装甲军3个装甲掷弹兵师（警卫旗队师，帝国师，骷髅师）按梯次配置，共拥有356辆可用坦克和95辆突击炮，他们在一整个火箭炮兵旅的支援下开始了主要攻势。虽然德军主攻对面的近卫步兵第52师配置大量坦克和反坦克火炮，但是压力相当巨大。警卫旗队师沿贝科夫卡的主要公路推进，粉碎了当面苏军对坦克防御力量，尽管遭到苏军激烈抵抗，但是德军仍与当天下午攻克了贝科夫卡，但是在前往雅科夫列沃的时候，装甲团遭到了苏军反坦克火力猛攻，不得不停顿下来，准备第二天再次发起攻势；警卫旗队师的右翼，骷髅师粉碎了苏军在别列佐夫附近的防御，7月5日傍晚已经切断了别尔哥罗德-奥博扬公路；再往南，骷髅师成功夺取格列穆奇，随机向右旋转，将防御中的步兵15团压入苏联步兵第375师右翼。
就这样，在7月5日傍晚，豪塞尔的党卫队第2装甲军在第8航空军的在支援下将近卫部队第52师阵地一分为二，并一举突破近20公里，抵达苏军近卫第6集团军第二防御地带，这预示着德军花了17个小时就突破了苏军第一道防线。
为了阻止德军继续苏军纵深推进，近卫第6集团军司令奇斯佳科夫开始调动第二梯队和反坦克火力加强处于防御前沿的部队，更重要的是沃罗涅日方面军司令瓦图京命令第1坦克集团军，近卫第2坦克军和近卫第5坦克军前出增援近卫第6集团军第二道防线的各个步兵师，原本瓦图京计划让坦克预备部队对德军装甲矛头发起反冲击并恢复前线态势，但到7月5日傍晚，苏军很显然无法阻挡德军推进，于是命令坦克第1集团军将沿佩纳河以东与步兵师组建起新的防线并阻止德国装甲部队推进，待彻底阻止德国人的推进势头后再转入进攻。为此，苏军在之后的作战中，沃罗涅日方面军大部分坦克将扮演纯粹的防御角色，其余坦克军将对德军侧翼进行消耗性冲击，瓦图京决心用这种方式消耗德军宝贵的装甲力量。
同样在7月5日3时30分，部署在别尔哥罗德附近的「肯普夫」集团军级支队在30分钟的炮火准备下以五个师（第42军，第3装甲军）的兵力开始强渡北顿涅茨河，并由德军占领的米哈伊洛夫卡桥头堡发起攻势，但是德军很快发现部署在桥头堡的德军第168步兵师难以击退驻守在此的近卫步兵第81师，该方向遭遇的问题导致德军无法再该桥头堡投入第6装甲师。而在桥头堡南部，第19装甲师则在要塞化的拉祖姆诺耶村当面渡河，并在当晚在苏军结合部突破两公里，到日落时分，驻守在该地的苏军被彻底击溃，不得不撤退；冯·丰克指挥第7装甲师从索洛米诺强渡北顿涅茨河，德军以装甲团为先导在苏军防线突破6公里。就这样截至5日日终，「肯普夫」集团军级支队夺取了一座用于进攻的桥头堡，并对当面苏军近卫第7集团军防线稳定性构成一定的威胁，但仍然无法完成掩护第4装甲集团军侧翼的任务。

##### 7月6日
在经过第一天突破任务的德军继续展开攻势，第48装甲军在6日上午10时在90分钟的炮火准备后重新发起进攻，在攻击机支援下，德军3个师击退第苏军第67近卫步兵师，但他们仍然与苏军第52近卫步兵师继续坚守，德军先后8次攻击在苏军驻守的第二道防线，但均未达成彻底突破。与此同时，德军第3装甲师侦察分队已经渡过佩纳河，但附近不利于装甲部队通行，于是，第3装甲师、大德意志师和第11装甲师转向东北（托马洛夫卡-奥博扬公路沿线）推进，那里更适合坦克通行，当天傍晚他们在那里与苏军展开激烈交战。结果，到7月6日黄昏，德军第48装甲军仍然未到达预定的普肖尔河的目标，但他们还是到达了可以在7月7日发起决定性突击的位置。
在6日傍晚，瓦图京向华西列夫斯基请求增援，后者在得到最高统帅部的同意后，立即把草原方面军第5近卫集团军的第2和第10坦克军353辆坦克调往沃罗涅日方面军。同时瓦图京接到斯大林亲自打来的电话，要求他不惜一切代价，阻止德军在库尔斯克突出部南部的别尔哥罗德方向的突破。在7日的战斗中，德军只向前推进了数公里，未能达成突破苏军防线的任务。第2天，德军仍然顽强地继续他们的进攻，而瓦图京也在计划反攻，为此他向最高统帅部请求把草原方面军的第5近卫坦克集团军和第5近卫集团军调给他指挥，他的请求很快就被批准了，但这些部队需要几天的时间才能到达。在制空权的争夺上，通过7、8两日的空战，苏联空军也逐渐扭转了劣势，完全夺取制空权只是时间问题。
7月9日是库尔斯克会战关键的一天，瓦图京指挥部队继续在正面抵挡德军向奥博扬推进，同时在两翼连续发动反击，虽然这些反击一次又一次的遭到失败，但却使德军无法全力以赴的攻击他们的主要目标。德意志国防军第4装甲集团军司令霍斯将军见无法从正面突破奥博扬，便决定先从右翼突破，他命令第2党卫装甲军转向东北的普罗霍罗夫卡村庄。接下来的两天，德军的进攻还比较顺利，他们攻到了普罗霍罗夫卡村庄，库尔斯克会战的高潮－普罗霍罗夫卡坦克大战上演了。
战后很长时间，史学家们一直认为在1943年7月12日苏德双方共有1,200余辆坦克和自行火炮在普罗霍罗夫卡激战，普罗霍罗夫卡坦克大战也因此被认为是人类战争史上最大规模的坦克战，并闻名于世，成为一个传奇。随着时间的推移，大量资料的解密，尤其是苏联解体之后，于1993年的苏联档案资料公布，使得研究者们发现这次坦克大战的规模要比原先认为的小得多，双方直接参战的坦克和自行火炮也只有约600辆。其中德军不到200辆，苏军约400辆。7月12日晨，經過一天的战斗，伤亡慘重的兩軍各自退出了戰場。战后苏联第一代的战史宣称尽管代价惨重，他们击毁了德军400辆坦克。经过修正后的数字发现苏军战术上失败了，而且不完全是因为德军，而是他们的很多坦克掉进了自己的反坦克壕。
在这天的坦克大战中德军虽然宣称以3辆坦克左右的被击毁的代价
，摧毁了苏军约100多辆坦克，实际上他们却没能守住普罗霍罗夫卡村庄，而随后源源赶到的苏军援兵使他们的防线将更加坚固，而且苏军的大部分受伤坦克因为坚守的成功导致有很多会被修复。

#### 北线
在北线，苏军的炮击轰炸也使德军的进攻比计划推迟了2个半小时，在几十分钟的炮火轰炸和空中轰炸之后，德第9集团军按计划开始了进攻。
莫德尔为了把苏军的注意力从德军的主攻方向上引开，先在左翼以3个步兵师实施佯攻，但被苏军阻止住了。在主攻方向，德军集中了4个装甲师和3个步兵师的兵力，经过激烈的战斗，他们突破了苏第13集团军的第一道防线，艰难地向前推进了5公里。但在两翼，苏军顽强地守住了阵地。在地面激战的同时，双方的空军也在进行激战，这一天德军出动了1,000架多次，苏联空军也出动了600余架次。双方战至5日终了时，德军只向前突破不足10公里，却至少被击毁了70辆坦克。
第2天，罗科索夫斯基开始发动反击，莫德尔也把预备队投入战场，于是一次大规模坦克战斗展开了。经过激战，苏军的两个坦克旅遭到重创，被击毁了约70辆坦克，德军一路乘胜前进，杀到苏军第2条防线前，但被苏第17近卫步兵军以及赶来增援的苏第17坦克军阻止住了。
7月7日凌晨，德军再一次发动了进攻，企图夺取交通枢纽波内里，战斗过程异常激烈，德军数次攻入市区，但都被顽强的苏军驱逐了出来，而苏联空军经过激战，夺取了库尔斯克北部地区的制空权，从此给德国地面部队以很大威胁。
战斗到7月8日，德军虽给苏军造成很大伤亡，但苏军依靠数量上的优势坚守住了阵地，在波内里城内，德军付出惨重的伤亡代价后，占领了大半个波内里，但苏军仍控制着市内一些重要据点，使得德军无法继续推进。7月9日莫德尔以300辆坦克向苏军阵地发动了最后一次进攻，结果仍然是一无所获，此时德國第9集团军的攻击能量已耗尽，莫德尔被迫在10日转入防御。

### 堡壘行動終止
根据1943年1月卡萨布兰卡会议，英美联军将于1943年夏由哈羅德·亞歷山大将军指挥执行代号为“爱斯基摩人”的西西里岛登陆战役。1943年7月10日，伯納德·勞·蒙哥馬里指挥英第8集团军、巴顿指挥美军第7集团军同时在西西里岛的东西两地实施登陆作战，意大利人民陷入混亂，使意大利首相墨索里尼法西斯政權摇摇欲墜，最終意大利在這情形法西斯國會在7月25日通過不信任動議罷免墨索里尼。
由于法西斯黨的倒台，德国和意大利在该地区的兵力无法抵御西方盟军的进攻，同时，库尔斯克会战不仅难以短期内看到胜利的希望，而且在奥廖尔突出部的德第9集团军有被切断后路，重蹈斯大林格勒德军覆灭的危险。希特勒决意终止“堡垒”计划，抽调在库尔斯克会战前被重创在法国休整的师，以及在斯大林格勒战役中被歼灭后重建的师组成B集团军群去意大利。7月13日希特勒召集克鲁格、曼斯坦因等人到他位於東普魯士 軍事总部“狼穴”开会，宣布这一决定，由于德國中央集團軍现在糟糕的局势，克鲁格赞同希特勒的决定，但曼斯坦因则强烈地反对，他认为苏军已是强弩之末，只要多坚持进攻十几天德军就能取得胜利。基于对曼斯坦因的信任，希特勒虽然终止了“堡垒”计划，但他同意曼斯坦因继续在南线进攻，并给埃里希·冯·曼斯坦因派遣了12万人增援部队加强进攻战役，这样一来德军的进攻兵力最终达到了90万余人。
但曼斯坦因对苏军实力的判断是相当错误的，其多次进攻均未能达成目标，而此时库尔斯克北部以及意大利的局势却日益恶化，这促使希特勒最终取消了进攻，德军于7月16日开始后撤，到7月23日，双方基本恢复了战役前的态势。

### 苏军的进攻

#### 奥廖尔进攻战役

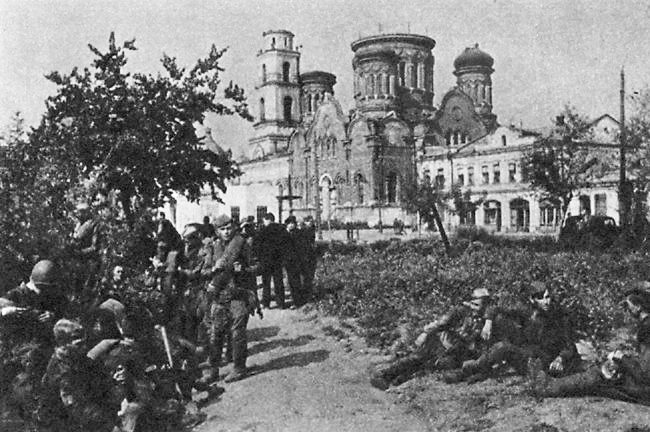
在奥廖尔，苏联士兵经过圣母庇护教堂（Church of the Intercession），1943年8月5日

苏军的进攻率先在库尔斯克北部发起，当德军在的攻势在7月10日被阻止后，苏军决定于12日发动进攻，并以打败法國拿破仑入侵的俄国元帅库图佐夫的名字作为此次战役的代号。12日凌晨，苏军向奥廖尔突出部的德军阵地实施了长达两个多小时的炮击轰炸，随后索科洛夫斯基上将的西方方面军和馬基恩·波波夫上将布良斯克方面军的一线部队开始进攻。德军则进行着顽强的抵抗，给苏军造成重大伤亡。15日罗科索夫斯基大将指挥苏中央方面军的第70、第13和第48集团军也加入攻击。
此时苏联空军也完全掌握了制空权，法国“诺曼底”航空大队也在库尔斯克上空与苏联空军并肩作战。面对坦克和兵力都占优势的苏军，莫德尔无力阻止其进攻，他意识到失去奥廖尔只是时间问题。7月16日，莫德尔向希特勒请求放弃奥廖尔将德军后撤至哈根防线，但被希特勒否决。到了7月25日，意大利首相墨索里尼法西斯政權垮台，意大利王國退出战争的迹象已经十分明显，希特勒需要从东线抽调兵力去意大利，而奥廖尔突出部的德军也面临被苏军合围的危险。在莫德尔和克鲁格再一次请求后撤后，希特勒最终同意弃守奥廖尔，并调第党卫軍2装甲军的警旗衛隊去稳定意大利的局势，其餘党卫軍2装甲军則增援頓內茨方向。
7月31日德军向布良斯克方向的“哈根”防线撤退，撤退途中，德军实行了焦土政策以期望能阻止苏军的快速进攻推进。8月5日苏军攻克了奥廖尔，并继续追击退却中的德军，10日解放了霍特涅茨，15日进入卡拉切夫，至16日苏军的进攻基本结束，战线逐步稳定了下来。在奥廖尔战役中，苏军歼灭德军86,064人，并向西推进了150公里而收复了大量领土，拉直了库尔斯克防线，但却未能完成战前制定的合围并歼灭德国中央集团军群的计划，同时苏军的伤亡也是较大的，伤亡429,890人、损失坦克2,586辆、火炮892门、飞机1,104架。

#### 别尔哥罗德—哈尔科夫进攻战役
在南线，当德军在7月23日和苏军脱离接触时，斯大林便要求苏军立刻发动反攻，但朱可夫认为经过连续的艰苦战斗后，在发动进攻前，苏军应进行必要的补充和休整，这样苏军把进攻的日期最终确定在8月3日，这次作战的代号以七年战争中俄国名将“鲁缅采夫”的名字命名。担当此次进攻任务的是沃罗涅日方面军和草原方面军，总兵力为90万人和2,800多辆坦克和自行火炮。而此时曼斯坦因还认为苏军已经濒临崩溃，取消“堡垒”作战是错误的决定。这使得德军对苏军的进攻完全没有准备。
8月3日凌晨5点，苏军近万门大炮齐鸣，大量炮弹倾卸到德军阵地上，炮击轰炸持续了两多小时，最后以一阵喀秋莎火箭炮的齐射作为结束，随后坦克和步兵开始发起攻击。在炮击轰炸中幸存的德兵无力阻挡苏军的前进，苏军很快就突破了德军第一道防御线，经过一天的战斗苏军各突击集团平均向德军纵深推进了10—15公里。在随后几天的战斗中，德军的防守异常地顽强，苏军的坦克虽然继续向前突破，但步兵却被德军缠住，进展缓慢。至8月5日苏第1坦克集团军攻占鲍里索夫卡切断了托马罗夫卡德第255步兵师、第332步兵师和第19装甲师的退路，等待他们的命运将是被歼灭。但被围德军仍拼死抵抗，正是由于他们的顽强抵抗为曼斯坦因将德军主力从别尔哥罗德撤往哈尔科夫赢得了时间。5日苏军收复别尔哥罗德，7日占领德军后方的后勤供应基地博戈杜霍夫，缴获大量德军物资和燃料。
在6、7两日，由于苏军坦克队前进很快，而步兵忙于清除被包围的德军，苏军的坦克部队和步兵已开始脱节了。曼斯坦因希望抓住苏军这个弱点，他开始有计划的撤退以赢得时间来集结兵力，等苏军进攻能量逐渐消耗后，实施反击。此时瓦图京对形势十分乐观，他认为德军已到了崩溃的边缘，他命令前线坦克部队继续进攻，切断哈尔科夫至波尔塔瓦的铁路线，阻止德军逃脱。
8月11日德军已经集结完毕，并补充了充足的弹药和燃料，曼斯坦因开始反攻，而此时苏军的坦克部队仍处于追击状态，各部队之间分散很广，而步兵和炮兵仍在后方，且经过多日激战，弹药和燃料都已严重不足，更重要的是苏军对德军的进攻未有察觉。苏军正在重犯5个月前在哈尔科夫防御战役（1943年2月19日—3月15日）的错误。11日晚苏第1坦克集团军的第49坦克旅和第17坦克团被德军围歼，由于苏第5近卫坦克集团军的及时赶到，避免了第1坦克集团军的全军覆灭。12日在德军的进攻下，苏军被迫后退，随后苏第六近卫集团军的第六坦克军在14日被德军包围遭到惨败。
战斗到8月17日，双方都遭受了较大伤亡，德军的反击虽然给苏军以重创，但曼斯坦因却没有力量进一步扩大战果，而苏军数量上和武器装备上的绝对优势再次起到了决定性的作用，他们很快又恢复了进攻。其后德军的反攻再也没能给苏军造成威胁。19日苏军攻抵哈尔科夫西面的乌德河北岸，并于20日强渡乌德河，在南岸建立了桥头堡。攻打哈尔科夫的战斗异常激烈，强大的苏第5近卫坦克集团军最后只剩下了50辆坦克。22日晚苏第53集团军率先攻入城内，德军开始全面撤出哈尔科夫，退向第聂伯河的防线，沿途他们破坏了所有公路、铁路和桥梁，污染了水源、焚烧一切农作物，毁坏了建筑物，企图阻止苏军的快速进攻。苏军最终于23日收复哈尔科夫。
别尔哥罗德—哈尔科夫进攻战役中，苏军歼敌约3萬人、約240輛坦克及突擊砲；自身伤亡也达255,566人，并被击毁坦克1,864辆、火炮423门、飞机153架。

## 会战结果及影响

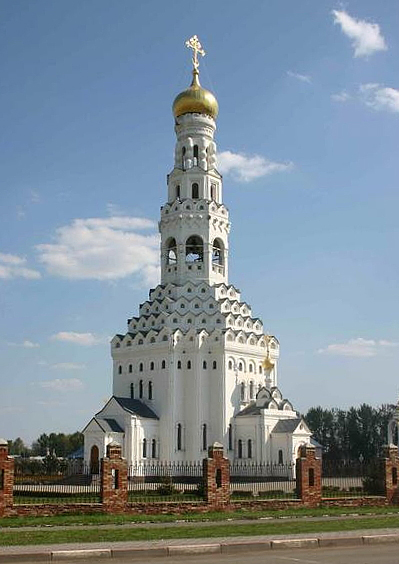
以前战场上的普罗霍罗夫卡大教堂，纪念红军损失和胜利

库尔斯克会战对德军和统帅的士气的打击是重大的，在此之前，德意志国防军从来没有在戰略進攻方面失败过，所有的失败都是在离出发地200公里之外发生的，并且大多在寒冷的冬季。库尔斯克会战彻底结束了“苏军冬季进攻，德军夏季进攻”的作战方式，导致了德军士气的崩溃；此役德军被击毁坦克和自行火炮过千辆，新式“虎-1”、“豹”坦克和“斐迪南”自行火炮尽管大规模参战，也没能挽救战局，自身也遭受了巨大损失，使德军精锐装甲部队的士气受到沉重打击。
苏军也为库尔斯克会战付出了巨大代价：红军總投入250萬人，863,303人傷亡、被俘或失蹤，被击毁坦克和自行火炮6,064輛。但战役的最终胜利使苏军从此完全获得了苏德战争战场的战略主动权。这次会战后苏军又向德军发动了连续大规模进攻战役，收复大量领土，在11月解放了基辅，同时苏军的各级指挥员也在战火中迅速成长起来，指挥系統也越来越成熟。

## 註腳
1. ↑  .   [2013-07-04]. （原始内容存档于2016-03-04）.
2. 1 2  Glantz & House 2004，第338頁.
3. 1 2  Glantz & House 1995，第165頁.
4. ↑  Bergström 2007，第123–125頁.數字來自德國檔案資料庫，Bundesarchiv-Militararchiv, Freiburg; Luftfahrtmuseum, Hannover-Laatzen; WASt Deutsche Dienststelle, Berlin.
5. 1 2  Glantz & House 2004，第337頁.
6. ↑  Bergström 2007，第127–128頁，figures are from Russian archives; Russian aviation trust; Russian Central Military Archive TsAMO, Podolsk; Russian State Military Archive RGVA, Moscow; Monino Air Force Museum, Moscow..
7. 1 2  格兰茨 & 豪斯（2019年），第346页
8. ↑  Glantz & House 2004，第276頁.
9. 1 2 3  格兰茨 & 豪斯（2019年），第347页
10. ↑  格兰茨 & 豪斯（2019年），第345页
11. ↑  Hitler's Panzers East: World War II Reinterpreted,  By Russel H. S. Stolfi - Page 224
12. ↑  Bergström，第123-125頁.
13. ↑  Richard J. Evans, The Third Reich at War, London, Allen Lane, 2008, p. 488.
14. ↑  Bergström 2007，第81頁.
15. ↑  .   [2011-07-24]. （原始内容存档于2014-11-01）.
16. ↑  Glantz 1999，第275頁.
17. ↑  Clark 1996，第337頁.
18. ↑  History of the Second World War, Volume 4, Purnell and Sons Limited, 1967  "The failure of the German offensive at Kursk buried once and for all the Nazi propaganda myth about the 'seasonal' nature of Soviet strategy, which alleged that the Red Army could attack only in winter."
19. ↑  格兰茨 & 豪斯（2019年），第456页